# Janapur, Basavakalyan
Janapur là một làng thuộc tehsil Basavakalyan, huyện Bidar, bang Karnataka, Ấn Độ.